# Alpan (Azerbaigian)
Alpan è un comune dell'Azerbaigian situato nel distretto di Quba. Conta una popolazione di 3.070 abitanti.